# Вся правда о любви
«Вся правда о любви», другое название «Правда о любви» (англ. The Truth About Love) — комедийная мелодрама режиссёра Джона Хэя о том, какой затягивающей и интригующей может оказаться проверка любимого на верность, но чем дальше ты заходишь, тем больше тебя ждёт неожиданных открытий.

В главной роли — молодая голливудская актриса Дженнифер Лав Хьюитт.
На агрегаторе рецензий Rotten Tomatoes рейтинг одобрения составляет 0 %.

## Сюжет
Элис и Сэм — счастливая семейная пара. Только вот муж занят работой и не уделяет должного внимания супруге. А та в шутку заключает с сестрой пари о проверке мужа на верность и отправляет ему в День Святого Валентина невинную анонимную «валентинку». К своему удивлению, Сэм отвечает взаимностью.

Теперь Элис уже сомневается в искренности чувств Сэма и решает не отступать. Дальше — ещё больше. Она выдает себя за молодую поклонницу мужа, с которой он не прочь не только пофлиртовать по телефону, но и встретиться вживую.

Какой сделать выбор, когда узнаешь, какова же любовь мужа на самом деле — дать ему второй шанс и остаться с ним, или уйти к мужчине, который тебя по-настоящему любит?

## В ролях
| Актёр                | Роль         |
| -------------------- | ------------ |
| Дженнифер Лав Хьюитт | Элис Холбрук |
| Джими Мистри         | Сэм Холбрук  |
| Дугрей Скотт         | Арчи Грей    |
| Кейт Майлз           | Фелисити     |
| Саймон Уэбб          | Дэн Харлоу   |
| Бранка Катич         | Катя         |
| Горан Костик         | Крис Вэбб    |

## Интересные факты о фильме
- Слоган фильма звучит так — «Как далеко ты готова зайти, чтобы проверить своего мужчину? Как долго ты будешь продолжать идти за ним?»
- В основу лёг рассказ Питера Блура с одноимённым названием. Он же выступил одним из сценаристов фильма.
- Съёмки шли в период с 10 апреля по 24 мая 2004 года. География съёмок включает в себя Бристоль, Сомерсет, Англия, а также центральную железнодорожную станцию в Уэльсе, Англия. Действие картины также происходит в Англии

## Рейтинг
- Фильм получил рейтинг R — детям до 17 лет обязательно присутствие родителей.
- Фильм содержит сексуальные сцены и соответствующие языковые фразы.

## Мировой релиз
- Первым картину увидела Южная Корея — премьера состоялась 21 апреля 2005 года
- Список всех стран, в которых выходил фильм, включает 20 стран
- Премьера на DVD состоялась в следующих странах: Норвегия, Нидерланды, Германия, США, Япония, Швеция
- Больше всех зрителей собрала Польша — свыше 18 тысяч человек